# Björn Kuipers
Björn Kuipers (28. ožujka 1973.) je nizozemski nogometni sudac iz Oldenzaala.

## Životopis
Jedan je od 12 nogometnih sudaca, koji je sudio na Europskom nogometnom prvenstvu 2012. u Poljskoj i Ukrajini.
| Runda     | Datum            | Stadion                  | Momčad #1 | Rez. | Momčad #2 |   |   |
| --------- | ---------------- | ------------------------ | --------- | ---- | --------- | - | - |
| Skupina C | 10. lipnja 2012. | Stadion Miejski, Poznanj | Irska     | 1:3  | Hrvatska  | 3 | 0 |
| Skupina D | 15. lipnja 2012. | Donbas Arena, Donjeck    | Ukrajina  | 0:2  | Francuska | 5 | 0 |